# Canal de Stolpen à Schagen
Le canal de Stolpen à Schagen (en néerlandais Kanaal Stolpen-Schagen) est un canal long de 4,4 km situé aux Pays-Bas, dans la province de Hollande-Septentrionale.
Le canal relie le canal de la Mer du Nord à Schagen. Dans sa prolongation se trouve le canal de Schagen à Kolhorn. Parfois, ces deux canaux sont considérés comme étant un seul, le Kanaal Stolpen-Schagen-Kolhorn. Ce canal a été construit dans les années 1930, dans le cadre d'un projet de l'assistance par le travail. Lors de sa construction, le pont flottant dans le canal de la Mer du Nord à Stolpervlotbrug a été supprimé.
Sur le canal sont situés deux ponts-levis. À Schagerbrug, le canal croise le Grote Sloot.